# Hans-Georg Maaßen
Hans-Georg Maaßen (Mönchengladbach, 1962. november 24. –) német jogász, egyetemi oktató és a CDU politikusa.
A Szövetségi Alkotmányvédelmi Hivatal (BfV), a német szövetségi belügyi hírszerző hivatal, elnöke volt 2012 augusztusától 2018 novemberében történt ideiglenes visszavonulásáig. Viselkedése és nyilatkozatai sok vitát váltottak ki. Az Értékek Uniójának 2022 januárjáig volt tagja; elmondása szerint már 2021. május 31. óta szüneteltette tagságát.

## Pályafutása
Maaßen 1962. november 24-én született Mönchengladbachban.
1991-ben kezdett el dolgozni a német belügyminisztériumban.
2012. július 18-án a német kabinet kinevezte Maaßent, megbízva őt avval, hogy vegye át Heinz Fromm helyét a Szövetségi Alkotmányvédelmi Hivatal elnöki posztján. Maaßen néhány hónappal később felesküdött elnöki tisztségére.
Több ellentmondásos megnyilvánulását követően, 2018. szeptember 18-án, megállapodás született arról, hogy Maaßent a belügyminisztériumon belül előléptetik, és felmentik elnöki feladatai alól, amint megállapodnak a posztjának utódjáról. 2018. november 8-án azonban különböző, a német kormányt bíráló kijelentései után inkább "korkedvezményes nyugdíjba" helyezték.

## Ellentmondások
Maaßen pozíciója a szövetségi alkotmányvédelmi hivatal (BfV) elnökeként először akkor ingott meg, amikor ellentmondott Angela Merkel kancellár állításának, miszerint Chemnitzben "embervadászatot" folytattak migránsok ellen egy német férfi halála nyomán, amelyet állítólag legkevesebb két bevándorló követett el.
A 2018-as chemnitzi tüntetések után a politika és a média néhány hétig egy olyan videóra koncentrált, amelyen egy fekete ruhás férfi a feldühödött tömegből kilépve rövid időre egy másik férfi után fut. Egyes források szerint az üldözött személy afgán származású volt. A videó kapcsán Maaßen vitát gerjesztett, mivel megkérdőjelezte a videó valódiságát, vitatta, hogy lett volna feldühödött csőcselék, mely külföldi kinézetű emberekre, migránsokra, "vadászott" volna. A Bildnek adott interjújában Maaßen megkérdőjelezte, hogy van-e hiteles bizonyíték az ilyen "vadászatokra", és kijelentette, hogy belbiztonsági szerve valójában nem talált ilyen bizonyítékot.
2018 októberében a 30 európai országot tömörítő Berner Club hírszerzési vezetői előtt tartott beszédében Maaßen az állította:
"Sok német médiamanipulációt és orosz dezinformációt ismertem már meg, de az, hogy a politikusok és a média szabadon kitalálhat egy "embervadász sztorit", majd, legalábbis ellenőrzés nélkül, terjesztheti ezeket a hamis információkat, ez számomra a dezinformálás új szintjét jelenti Németországban."
2018. november 5-én Horst Seehofer belügyminiszter arra a következtetésre jutott, hogy Maaßennel nem lehet tovább bizalmi kapcsolatot fenntartania, és felkérte Frank-Walter Steinmeier elnököt, hogy helyezze őt korkedvezményes nyugdíjba.
Miután Steinmeier a javaslatot elfogadta, 2018. november elején Maaßen botrányt okozott a Szövetségi Alkotmányvédelmi Hivatalban (BfV) elmondott búcsúbeszédével, melyben azt állította, hogy a kormány "naiv", "baloldali" biztonság- és migrációs politikájának bírálata miatt a CDU koalíciós partnere, az SPD "radikális baloldali" erejének ellene irányuló összeesküvése áldozata lett.

## Bundestag képviselői jelöltség
2021-ben a szövetségi választásokon a CDU közvetlen jelöltjeként indult a Suhl - Schmalkalden - Meiningen - Hildburghausen - Sonneberg szövetségi választókerületben, ahol egyértelmű vereséget szenvedett vetélytársától, a szociáldemokrata Frank Ullrichtól.

## A 2021-es szövetségi választás óta
2021. december 31-én Maaßen megosztott egy videót, amelyben Sucharit Bhakdi, a mainzi Johannes Gutenberg Egyetem Orvosi Mikrobiológiai és Higiéniai Intézetének volt igazgatója azt állította: "A bizonyíték megvan: a Covid19 vakcinák által az immunrendszerben okozott tömeges károsodást most már boncolással is bizonyították". A gyermekek beoltását kivégzéshez hasonlította, és a vakcinák betiltása mellett érvelt. A Bhakdi által hivatkozott patológiai konferencia eredményeit a Német Patológiai Társaság "tudományosan nem megalapozottnak" minősítette. Maaßent a videó terjesztése miatt heves bírálatok érték a CDU-n belülről is, Karin Prien, Schleswig-Holstein tartomány oktatási minisztere a CDU-ból való kizárását követelte. Erre válaszolva Maaßen "barátainak, párttársainak és támogatóinak" címzett levelében azt írta, hogy nem akarja, hogy "egészséges gyermekeknek öt-hat évesen az életükért kelljen küzdeniük egy oltás miatt". Maaßen leírta, hogy ő maga is oltáskárosodást szenvedett gyermekkorában, és kétszer kellett sürgősségi műtéten átesnie oltások következtében, részleteket azonban nem árult el ezekről. Azt viszont kijelentette, hogy ő maga nem általában vakcinaellenes, mindig is elfogadta az oltásokat, de csak olyan oltóanyagok felhasználásával, amelyek tudományosan bizonyított hátterűek. Azt az állítást azonban, hogy az oltás nem más, csak egy szúráscsípés, komolytalannak tartotta. A pártból való kizárási eljárás követelését "a véleményszabadság és a párton belüli demokrácia elleni támadásnak" minősítette.
Josef Schuster, a Zentralrats der Juden in Deutschland elnöke bírálta a CDU pártvezetését a Maaßen-ügyben tanúsított hallgatása miatt. Azt mondta, hogy Maaßen kijelentései már jó ideje szélsőjobboldalinak minősíthetőek. A pártvezetés némasága tovább nem elfogadható, mert Maaßen olyan összeesküvés-elméleteket terjesztett, amelyekkel végül "átlépte a még elfogadható határt". Aki ilyen elméleteket terjeszt, vagy elfogad, az Schuster szemében nem más, mint egy antiszemita.
2022. január 4-én a CDU türingiai tartományi elnöksége és valamennyi kerületi elnöke élesen elhatárolódott Maaßen kijelentéseitől. 2022. január 10-én a CDU szövetségi elnöksége is elítélte Maaßen oltáskritikus megjegyzéseit. Paul Ziemiak főtitkár szerint Maaßen szóbeli üzeneteinek "semmi, de semmi köze a CDU politikájához". Az oltás állítólagos veszélyeire való figyelmeztetés tudománytalan és veszélyes volt – mondta. "A lehető leghatározottabban visszautasítjuk azt."
Maaßent 2022 májusában megválasztották a CDU schmalkalden-meiningeni ombudsmanjává. Ebben a nem hivatalos pártfunkcióban a CDU-szavazókkal való kapcsolattartóként hivatott tevékenykedni.  Nem zárta ki a későbbi, újbóli képviselőjelöltség elvállalását sem.
Ugyancsak 2022 májusában a Weltwoche című lapban Maaßen azt írta: "Az ukrajnai háború nem a mi háborúnk". Arra utalva, hogy helyesli Alice Schwarzer nyílt levelét az Ukrajnába irányuló fegyverszállítások ellen, ezt tweetelte: "Nem gondoltam volna, hogy egyszer még egyet kell értenem Oskar Lafontaine-nel". Maaßen határozottan állította, hogy nem állhat nemzeti érdekükben, hogy "alattomos módon ukrán háborús szövetségesként bevonják őket az Oroszországgal vívott háborúba".

## Szakmai kiközösítés
Jogi kommentárszakértői körökben 2022 nyarán vita bontakozott ki Maaßen közreműködésével kapcsolatban a C. H. Beck kiadó által kiadott, a Német Szövetségi Köztársaság alaptörvényéről szóló "Epping-Hillgruber" című norma-jogszabály kommentárban, amelyben Maaßen a menekültjogi kommentárt jogi szakíróként írta volna. Miután az LTO szakportál beszámolt az ügyről, és több újságban, például a FAZ-ban is megjelentek a szerzők kiválasztásával kapcsolatos kritikus nyilatkozatok, a norma-jogszabály kommentár több társszerző jelöltje visszamondta együttműködési szándékát a mű létrehozásával kapcsolatban és a C. H. Beck kiadó más norma-jogszabály kommentárjaiban. A kiadó kezdetben ragaszkodott a kiválasztott szerzőkhöz, köztük Maaßenhez, és hangsúlyozta, hogy csak olyan szerzőkkel dolgozik együtt, akik lojálisak az alkotmányhoz, később, 2023. január közepén azonban mégis bejelentette, hogy fel kívánja bontani a Maaßennel kötött kiadói szerződést, mire maga Maaßen, megelőzve őket maga mondta fel azt. A kiadó szerint Maaßen kommentárja szakmai szempontból nem lenne kifogásolható, de a nyilvános vita a polarizálás előrehaladtával káros lenne az alaptörvény-kommentárra, annak szerkesztőire és a kiadóra nézve.

## Pártkizárási eljárás

### Előzmény
2023. január 13-án Maaßen egy tweetben azt állította, hogy "a politikai-mediális tér mozgatórugói" a "fehérek elleni "eliminációs rasszizmus" és "Németország pusztulásának lángoló kívánsága". Alexander Wallaschnak adott interjújában ezeken túl azt állította, hogy létezik egy "zöld-vörös rasszista diktatúra, amely a fehéreket alsóbbrendű fajnak tekintik, és ezért arab és afrikai férfiakat kíván behozni az országba". A CDU több politikusa ezután megerősítette Maaßen pártból való kizárására vonatkozó követelését, illetve felszólította, hogy lépjen ki önként a pártból. A neo-jobboldali Junge Freiheit című lapban Maaßen azt válaszolta, hogy "nem hagyja magát megfélemlíteni"; ő "a CDU alapprogramjának álláspontjait" képviseli, nem pedig "egy öko-woke pártelit" nézeteit.
Felix Klein, a szövetségi kormány antiszemitizmusért felelős biztosa azzal vádolta Maaßent, hogy relativizálta a holokausztot, mivel "átvette a nemzetiszocialista bűnök leírására használt szókincset". Az elkövető és az áldozat szerepének meghamisítása "az antiszemita uszításra jellemző" és ez nem más mint az új jobboldal stratégiája, amely önmagát állítja be áldozatként . Doron Kiesel, a Jüdischen Akademie des Zentralrats der Juden igazgatója szerint, ha megnézzük "a szójátékokat", "a szóhasználatot" és "a képeket", amelyeket Maassen használ, akkor láthatjuk, hogy Maassen szókincsének "nagyon barna, azaz nemzetiszocialista hagyományai vannak". A Központi Tanács elnöke, Josef Schuster is azt erősítgette, hogy Maaßen otthon érzi magát "az összeesküvés-elméletek és antiszemitizmus területén [...]". A buchenwaldi koncentrációs tábor emlékhelyének igazgatója, Jens-Christian Wagner kijelentette, hogy Maaßen történelmi revizionista, mert szándékosan teremtett utalást a holokausztra az "eliminációs" kifejezés használatával, amellyel Daniel Jonah Goldhagen politológus 1995-ben a Soához vezető németországi antiszemitizmust jellemezte. Maaßen tehát "ismét az antiszemita méregszekrénybe nyúlt". 2023. január végén a Szövetségi Alkotmányvédelmi Hivatal (BfV) elnöke, Thomas Haldenwang szintén azzal vádolta hivatali elődjét, Maaßen-t, hogy "nagyon radikális kijelentéseivel" ártott a szövetségi hivatal hírnevének. Haldenwang ezeket a kijelentéseket csak szélsőjobboldalinak tudta minősíteni, csakúgy mint Felix Klein antiszemitizmusügyi biztos, aki Maaßennál egyértelműen antiszemita tartalmakat vélt felfedezni.
Ugyanebben a hónapban Maaßen dicsérte a Ketzer der Neuzeit (A modern kor eretnekei) nevű összeesküvés-elméleteket megosztó YouTube-csatornát, amelynek üzemeltetői a Reichsbürger-spektrumhoz tartoznak. Ezek az "okos és bátor fiatalok" a "jövőnk", írta Maaßen.

### Meghiúsult kísérlet
2023. február 13-án a CDU szövetségi elnöksége úgy döntött, hogy pártkizárási eljárást indít Maaßen ellen.
2023 februárjában az is kiderült, hogy Maaßen 2021 óta az Atlantis nevű svájci alapítvány alapítója és elnöke. Ennek oka Maaßen szerint az, hogy Svájcban egyszerűbb alapítványi törvény van. Egy szórólap szerint az alapítvány a "totalitarizmus és a kortárs szocializmus" ellen irányul, mivel "a szélsőségesek (...) leplezetlenül hirdetik ideológiájuk felsőbbrendűségét a liberális demokráciával szemben", valamint "a média, az egyetemek, a társadalmi csoportok és a legtöbb párt is (...) ma már hasonló álláspontot képvisel".
2023. június 23-án a  CDU türingiai tartományi pártbírósága megvétózta a szövetségi Kereszténydemokrata Unió kérelmét, hogy Hans-Georg Maaßent kizárják a pártból. A bíróság a Maaßen CDU-tagsági jogainak megvonására irányuló indítványt elutasította, így Maaßen változatlanul a párt tagja maradt. Ugyanakkor megrovásban részesítették, amiért a Weltwoche című lapban megjelent vendégcikkében a CDU balszárnyát az úgynevezett "antinémet-ideológiával" hozta összefüggésbe.
Maaßen a pártban maradásáról szóló döntést sikerként értékelte, egyben Friedrich Merztől, a Kereszténydemokrata Unió elnökétől személyi és pártprogrambeli konzekvenciák levonását követelte.

## Pártalapítás
A WerteUnion (WU) egy német párt, amelyet Maaßen vezetésével 2024. február 17-én alapítottak egy 7 éve bejegyzett, azonos nevű egyesület párttá alakításával. 2022-ben a WerteUnionnak saját adatai szerint megközelítően 4000 tagja volt; ebből mintegy 3000 egyben a CDU tagja is.
2024 elején a WerteUnion a CDU/CSU és az AfD (amelyek a német politikai spektrum jobbközép és szélsőjobboldali részét képviselik) közötti "konzervatív-liberális" középútként pozicionálta magát.  A WerteUnion tudatosan kerüli a minden parlamenti párt által karanténban tartott AfD-vel való együttműködés kizárását. Ugyanakkor nyitottnak mutatkozott Sahra Wagenknecht és annak szintén 2024 januárjában frissen megalapított pártja, a  Bündnis Sahra Wagenknecht felé is.  Nagyra értékelte, hogy mindkét párt "egyszerűen, őszintén és szabadon nevén nevezi a problémákat, amelyekkel Németországban küzdenek", még ha a megoldást már nem is egyformán látják.
Maaßenék stratégiai célja, hogy az új párt vegyen részt a 2024 szeptemberében esedékes tartományi választásokon Türingiában, Szászországban és Brandenburgban. Maaßen kijelentette, hogy pártjuk minden olyan párttal együtt fog működni, amely támogatja a programját, és "készen áll a németországi politikaváltásra".
A WerteUnion "vezéralakjaként" és elnökeként Hans-Georg Maaßen, a szövetségi alkotmányvédelmi hivatal korábbi vezetője 2024 januárja óta korábbi szövetségi alkotmányvédelmi hivatalbeli kollégái megfigyelése alatt áll.

## Magánélet
Japánban tett utazása során ismerkedett meg jövendőbeli feleségével, egy japán egyetemi oktatóval. Berlinben élnek.
Maaßen beszél japánul is.

## Publikációk
- Die Rechtsstellung des Asylbewerbers im Völkerrecht. Überlegungen zu den völkerrechtlichen Rahmenbedingungen einer europäischen Asylrechtsharmonisierung (= Kölner Schriften zu Recht und Staat. Bd. 2). Lang, Frankfurt [u. a.] 1997, ISBN 978-3-631-31804-1.
- Gerold Lehnguth-tal & Martin Schiefferrel: Rückführung und Rückübernahme. Die Rückübernahmeabkommen der Bundesrepublik Deutschland. Textsammlung mit Einführung und Erläuterungen (= ZfSH/SGB-Schriftenreihe. Bd. 3). Schulz, Starnberg 1998, ISBN 978-3-7962-0457-9.
- Marion de Wyllel (szerk.): Allgemeine Verwaltungsvorschrift zum Ausländergesetz. Textausgabe mit dem Text des Ausländergesetzes. Kohlhammer, Stuttgart/Berlin/Köln 2001, ISBN 978-3-17-015922-8.
- (szerk.): Rechtsverordnungen zum Zuwanderungsgesetz. Textausgabe. Kohlhammer, Stuttgart 2005, ISBN 978-3-17-018886-0.
- Michael Hund & Winfried Kluth (szerk.): Nomos, Baden-Baden 2008, ISBN 978-3-8329-2301-3.
- Handbuch Zuwanderungsrecht. Allgemeines Zuwanderungs- und Aufenthaltsrecht nach deutschem und europäischem Recht. C. H. Beck, München 2017, ISBN 978-3-406-66218-8.